# 黑龙江1·26哈绥高速连环追尾事故
黑龙江1·26哈绥高速连环追尾事故是指2017年1月26日发生在位于黑龙江省哈尔滨市的哈遂高速（或哈大高速）的一起严重交通事故，造成至少8人死亡、32人受伤，数百辆汽车不同程度受损。

## 经过
2017年1月26日中午，黑龙江省大部分地区突降暴雪，能见度锐减至100米左右、并且仍不断减小。
12点45分左右，位于黑龙江省的哈绥高速（哈尔滨市前往绥化市）374-378千米处近百辆汽车连环追尾，造成部分人员受伤，且后方追尾车辆不断增加。
事故发生后，大部分人第一时间撤离到了高速路以外，但仍有部分人员继续留在车内。稍后出现了3辆汽车，因速度过快、躲闪不及等原因造成部分人员死亡。
其中2辆轿车的司机，事发时车速至少65 km/h，在能见度极低情况下属于严重超速（此时限速为40 km/h）。他们发现前方拥堵时已经躲闪不及，距离不到50米，即使紧急刹车，但由于路面严重湿滑，汽车仍以超快速度冲了出去，分别造成一人被撞身亡。
第3辆车是一个载了10吨货物的大货车，时速为57 km/h，也属于严重超速，发现堵车时，路面湿滑、自身过重导致短时内刹车完全无效，随后碾压一辆刚刚停下的轿车，致使车内5人全部死亡。
临近中午时，当地交管部门已经采取封路措施，但天气突变过快，仍在高速路上的汽车来不及进行疏散。事故发生后，各部门第一时间到达现场，经过检查，共有7人当场死亡、至少4人重伤、45辆汽车严重损坏；至少32人受伤，其中1人当晚不治身亡。
当天17点30分，事故现场清理完毕。

## 后续
依据中国大陆使用的交通法规（《中华人民共和国道路交通安全法实施条例》）当中的强制规定，遇到特殊天气、能见度低于100米且大于50米，在高速路上车速限制在40 km/h以内，与前车距离保持至少50米。
在该起交通事故中，3名致人死亡的司机显然未采取有效减速措施，被以“交通肇事罪”为由采取刑事拘留。